# Sag’ nie wieder Indio
Sag’ nie wieder Indio (Originaltitel: Cane arrabbiato) ist der Titel eines 1984 gedrehten Actionfilmes im Stile eines modernen Westerns. Der von Fabrizio De Angelis mit großenteils US-amerikanischen Darstellern in den Vereinigten Staaten produzierte und inszenierte Film wurde am 30. November 1984 in um etwa 10 Minuten gekürzter deutschsprachiger Fassung erstaufgeführt. Gezeigt wurde er auch mit dem Untertitel Manhunt.

## Handlung
Rock, ein Pferdenarr, erwirbt bei einer Auktion in Tucson zwei Tiere, die er bei Rennen einsetzen möchte. Auf dem Weg nach Hause legt er an der Tränke des Farmers Robeson einen Stopp ein, damit die Tiere sich erfrischen können. Nachdem er sich mit drei unfreundlichen Männern auseinandersetzen musste, die ihm das Recht absprechen, den Brunnen zu benutzen, erscheint der skrupellose Robeson, der die günstige Gelegenheit ergreift und Rock des Diebstahls der Pferde bezichtigt. Alle Versuche Rocks, den regulären Erwerb zu beweisen, schlagen fehl oder werden boykottiert. Rock wird zu einem zwölfmonatigen Gefängnisaufenthalt verurteilt, während dessen er sich den sadistischen Neigungen der Wärterschaft und seiner Mithäftlinge, Folterungen und Zwangsarbeit ausgesetzt sieht. Endlich frei, nimmt er Rache an all seinen Peinigern und kann sich vor dem Gesetz rehabilitieren.

## Kritik
Der Film sei ein „(f)ormal belangloser, auf Brutalitäten ausgerichteter Actionfilm.“, urteilt das Lexikon des internationalen Films knapp. Die italienische Kritik bemerkte die beliebige Internationalität des Werkes und sah ein Fest der Gewalt, das sich ohne Ideen und Rhythmus dahinschleppt. Positiv vermerkt Roberto Poppi nur die Kameraarbeit, die er allerdings fälschlicherweise Gian Lorenzo Battaglia zuschreibt.

## Bemerkungen
Der Film ist einer der zahlreichen in den 1980er Jahren entstandenen, für den europäischen und amerikanischen Markt gedrehten Actionfilme Fabrizio De Angelis’. Dabei besetzte er meist Amerikaner und drehte auch vor Ort, weshalb auch sämtliche Stabangaben amerikanisiert wurden.
Untertitel der italienischen Fassung ist Mad Dog.